# Phostria soricalis
Phostria soricalis is een vlinder uit de familie van de grasmotten (Crambidae). De wetenschappelijke naam van deze soort is voor het eerst gepubliceerd in 1899 door Pieter Snellen.
De soort komt voor in Indonesië (Java).